# Carl Johnson (atleta)
Carl Edward Johnson (Genesee, 21 maggio 1898 – Detroit, 13 settembre 1932) è stato un lunghista statunitense.

## Biografia
Nato a Genesee, in Michigan, si trasferì con la famiglia a Spokane, Washington, quando era ancora bambino. Qui nel 1915 gareggiò per la Spokane high school ai giochi nazionali interscolastici, dove la sua squadra si piazzò seconda.
Fece ritorno in Michigan nel 1916 per frequentare l'Università del Michigan e dal 1918 al 1920 fece parte della squadra universitaria di atletica leggera, risultando uno dei più grandi atleti della storia dell'ateneo. Nel 1919 gareggiò al IC4A per la sua università vincendo la gara del salto in lungo e arrivando secondo nelle 100 iarde e nel salto in alto.
Nel 1920 prese parte ai Giochi olimpici di Anversa dove si aggiudicò la medaglia d'argento nel salto triplo con la misura di 7,095 m, alle spalle dello svedese William Petersson che vinse con un salto di 7,150 m.

## Palmarès
| Anno | Manifestazione  | Sede    | Evento         | Risultato | Prestazione | Note |
| ---- | --------------- | ------- | -------------- | --------- | ----------- | ---- |
| 1920 | Giochi olimpici | Anversa | Salto in lungo | Argento   | 7,095 m     |      |